# 東太子宮車站
23°17′56″N 120°17′41″E / 23.29895°N 120.29466°E
東太子宮車站是臺灣糖鐵布袋線的車站之一，位於今臺南市新營區，原站名為「パルプ工場前」（紙漿工廠前）。

## 車站構造
- 單式月臺1面1線的地上車站（廢止時）。

## 車站周邊
- 鹽轉運臺 - 將布袋鹽場與七股鹽場生產的鹽從762mm軌距的糖鐵列車轉運到1067mm軌距的臺鐵列車上的設施，之後這些會運送到高雄港出口。
- 南梓國民小學

## 沿革
- 1938年10月1日，因應鹽水港紙漿株式會社成立而設置此站，從此站延伸出一支線到紙漿工廠內，廠內設有パルプ工場駅（紙漿工廠車站）[1]。
- 二次大戰後，臺糖接收日治糖業四大會社資產，因位在太子宮的東邊，故改稱東太子宮車站。
- 1979年9月1日，布袋線停駛，本站隨之停止營運。但在製糖時期仍有行車閉塞業務[1]。

## 現況
- 月臺、鐵道與鄰近的鹽轉運臺一同保存與綠化，站房原被雜物所佔據，後經整修及重新上漆成為白牆藍窗門的建築。

## 圖片

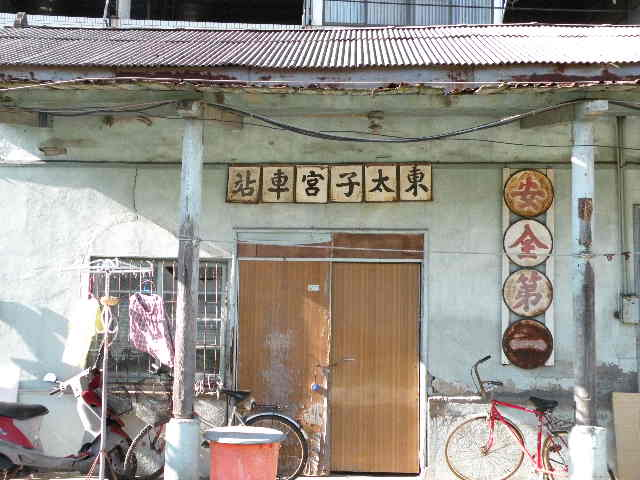
站房